# Carla Cox
Carla Cox, pseudonimo di Zuzana Zarsnová (Brno, 25 maggio 1984), è un'attrice pornografica ceca.
Cresciuta in Slovacchia, quando le nazioni erano ancora unite nell'ormai defunta Cecoslovacchia. In gioventù, è tornata nella Repubblica Ceca, dove ha frequentato per breve tempo l'università, studi che ha combinato con un lavoro come cameriera.

## Biografia
Ha iniziato la sua attività nell'industria pornografica nel 2006, all'età di 22 anni. Nel corso della sua carriera, è stata anche conosciuta come Zuzana, Manaon, Caroline Halston, ecc. È apparsa in vari film per i maggiori studi di produzione, come Doghouse Digital, 21Sextury, Devil's Film e Evil Angel, sebbene sia conosciuta principalmente per il suo lavoro con lo studio europeo Private.
Il produttore statunitense di sex toy Interactive Life Forms (ILF) vende una versione del suo prodotto Fleshlight basato sulla vagina di Carla Cox ed è commercializzato con il suo nome dal 2012.

## Riconoscimenti
- Nominations
  - 2011: AVN Award – Best Group Sex Scene – Slutty & Sluttier 11[4]
  - 2011: AVN Award – Best Group Sex Scene – Tori, Tarra and Bobbi Love Rocco[4]
  - 2011: AVN Award – Female Foreign Performer of the Year[4]

## Filmografia
- Cream Pie Orgy 4 (2007)
- Only Blondes 2 (2010)
- Secretaries 3 (2010)
- Russian Institute 13: Gang Bang (2010)
- Perverted Planet 6 (2010)
- Family Affairs: Volumen 1 (2010)
- Hard Day's Work (2010)
- I Love Big Toys 28 (2010)
- Love Squirts 2 (2010)
- Maximum Climax (2010)
- Pandora's XXX Toy Box (2010)
- School's Out (2010)
- Slutty & Sluttier 11 (2010)
- Sweet Young Things 4 (2010)
- The Big Lebowski: A XXX Parody (2010)
- Tori, Tarra & Bobbi Love Rocco (2010)
- Wet Sweaty Boobs (2010)
- Private Gold 104: Crime Sex Investigation (2009)